# 黑帝斯 (遊戲)
《黑帝斯》是由Supergiant Games開發並發行在macOS、Microsoft Windows和任天堂Switch平台上的Roguelike動作角色扮演遊戲，於2020年9月17日公開發售，此前亦曾經在2018年12月釋出搶先體驗版。作中的主角為黑帝斯的兒子扎格柔斯，祂試圖離開冥界前往奧林帕斯山，途中也收到多位神明的禮物和幫助。每次遊玩時，玩家都需挑戰一系列隨機的充滿敵人和獎勵的房間，通過包括主要武器攻擊、衝刺能力和法術等砍殺元素擊敗一眾怪物，但與此同時也要盡可能避免影響到遊戲進度。玩家可以藉得到的寶藏來改善札格柔斯的某些屬性，或是解鎖新的武器和能力，以提高下次運行時逃出房間的可能性。
《黑帝斯》在發行後獲得評論家的廣泛讚賞，主要集中於玩法和敘事方面。遊戲同時獲得多項提名，其中包括遊戲大獎、金搖桿獎、英国学院游戏奖和D.I.C.E.大奖的最佳遊戲，並抱走包括英国学院游戏奖、D.I.C.E.大奖以及游戏开发者选择奖的最佳游戏，遊戲大獎最佳動作遊戲、最佳獨立遊戲和金搖桿獎最佳獨立遊戲在內的多個獎項，多家評論媒體亦視該作為2020年最佳電子遊戲之一。
2022年12月8月，续作《黑帝斯II》在游戏大奖上首次公开亮相，确认了Supergiant Games所公布的首款续作游戏。续作的主角是墨利诺厄，冥界公主以及扎格柔斯的妹妹。续作的概要讲述墨利诺厄寻求在巫术女神赫卡忒和其他奥林匹亚诸神和人物的帮助下击败时间泰坦，柯羅諾斯。抢先体验版于2024年5月6日在Steam和Epic游戏商城发行。

## 遊戲玩法

《黑帝斯》的等轴测投影視圖，圖中玩家控制的扎格柔斯（中）正在突破冥界的重重障礙

玩家飾演企圖脫離其不近人情的父親的控制，並欲離開冥界前往奧林匹斯山的黑帝斯的王子扎格柔斯，在逃出冥界的路上請求得到奧林帕斯眾神（宙斯、波賽頓、狄蜜特、雅典娜、荷米斯、阿佛洛狄忒、阿瑞斯、阿蒂蜜絲和戴歐尼修斯）和原始神（卡俄斯）的支持，更被授予特殊能力，以驅散防止別人逃離冥界的怪物。扎格柔斯也獲得諸如薛西弗斯、歐律狄刻和帕特羅克洛斯等冥界居民的幫助。《黑帝斯》包含四個「生態域」，分別是塔耳塔羅斯（地獄）、水仙平原、至福樂土和「冥河廟」（Temple of Styx）。
當操縱扎格柔斯時，《黑帝斯》會以等距視角呈現。為了令遊戲得以進展，玩家在每次遊玩時需要穿越多個充滿怪物的房間；房間的佈局是預設好的，而其出現次序和敵人類型則是隨機確定。《黑帝斯》具有一個砍殺戰鬥系統，玩家角色本身自帶著一把永久武器、特殊攻擊和一長程魔法。在每次遊玩開始时，其中一位神明會要玩家在三個特殊能力選出一個，玩家選了之後可以在之後的遊玩過程中為其升級；特殊能力的種類取決於給予者本身，例如若宙斯給予祝福，扎格柔斯的攻擊便會附加閃電傷害效果。當玩家成功通過一個房間，或是選擇下一個房間時，系統會顯示下一個房間時可獲得的獎勵類型，包括額外的特殊能力、回復道具、遊戲貨幣、一次購買加強道具的機會或可在下一次遊玩時更改角色初始屬性的鑰匙。如果扎格柔斯的生命值歸零的話，祂會「死去」且回到冥府，同時還會刪除所有其在該次遊玩中獲得的所有特殊能力。
每次遊玩時，玩家可以在進行新任務前探索冥界。在此期間，玩家能夠用鑰匙解鎖扎格柔斯的新能力、冥界的輔助地形和武器。祂還可以與冥界的各個角色互動，為遊戲提供敘事元素，也可能為任務提供額外的獎勵。

## 開發

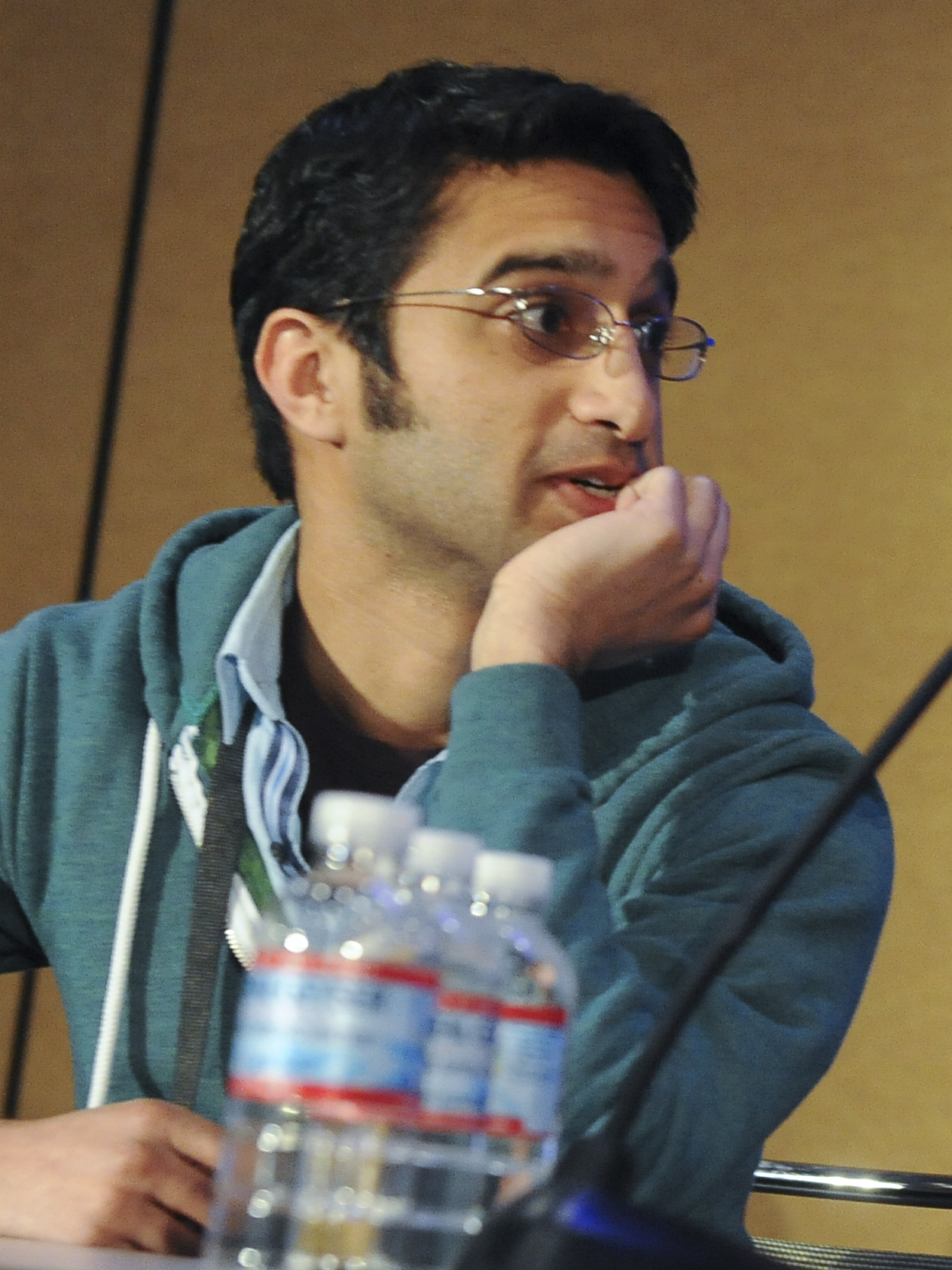
阿米爾·拉奧，Supergiant Games的共同創辦人，同時也是《黑帝斯》的其中一位設計師

在發行《Pyre》後，Supergiant Games有意開發出一款有助於向玩家顯露其開發流程的遊戲，從而使他們最終能夠從玩家的反饋中製作出「最好的作品」。他們意識到這樣做的話不僅有助於改善玩法，也對敘述元素方面有利。因此開發團隊在做出《黑帝斯》的基礎部分後，便選擇釋出搶先體驗版以更好地製作該作。由於Supergiant Games仍是一個只有20個僱員的小型工作室的關係，他們無法在多於一個數位發行平台的情況下公開搶先體驗版，並只能在遊戲完成時移植到其他平台。開發團隊之後與Epic Games進行會談，得知後者有意開設自己的數位發行平台，而他們亦覺得該平台與《黑帝斯》一拍即合。Supergiant之所以做出此決定，部分原因是Epic將焦點放在內容創作者上，其餘則是他們考慮到《黑帝斯》是一款適合實況主的遊戲，而Epic Games商城也會從中得益。開發團隊預計該作相比起前作要需時三年才可完成。
當談到新作的劇情和敘事手法時，Supergiant Games討論了其接下來的遊戲的類型，最後確定套用易於上手、難度低，能在很短的時間內玩完並可在發行後繼續更新的概念，從而使他們決定開發一款會先進行搶先體驗的Roguelike作品。Roguelike類型也與Supergiant過去的遊戲設計手法非常吻合，而這次他們的目標是繼續給予玩家新的花樣，以及會讓後者重新斟酌遊玩方式的工具。《Pyre》是一次線性開放式結局敘事的嘗試，但Supergiant在該作發行後很快意識到它的重玩性不高，大部分玩家在跑完一次流程後便會「棄坑」，原因是他們難以得出其他結局。在《黑帝斯》確定要以Roguelike的風格製作後，開發團隊認為可以採用多線敘事手法，這樣做的話玩家便需要重複遊玩遊戲。
設定方面，開發團隊曾想過重用前作的世界觀，但後來他們認為起用新的設定會較多。Supergiant Games的創意總監兼編劇格雷格·卡薩文提議以其年輕時就很感興趣的希臘神話為主題，最初開發團隊計劃將舞台設在不斷變遷的米諾斯迷官，以迎合Roguelike風格，但他們發現這樣做會難以插入分支敘事元素，取而代之的是扎格柔斯試圖脫離其父親黑帝斯控制的概念。卡薩文將希臘諸神形容成一個「我們可以代入其中的不正常大家庭」，他也認為Supergiant能夠通過扎格柔斯嘗試挑戰父親，但卻屢戰屢敗的故事，為玩家同時帶來一個有刻畫到諸神之間關係的棍棒喜劇，以及與Rougelike相關的遊戲體驗，讓玩家在剎那之間產生自己無人能敵的感覺後被隨即被擊敗，並在下一刻回到最初的起點。除此之外，希臘神話的故事還能透過不同神祇的力量、強調了眾神之間的善變關係的各種遊戲元素（如眾神的審判），輕易地向玩家告知其獲得的獎勵。每次遊玩都會增加這種對話的出現，也因如此，《黑帝斯》與傳統的Rougelike作品相比每次遊玩都是有意義，Supergiant認為此舉會有助於吸引更多玩家接觸該作遊戲。
與採用線性敘事的前兩作《堡壘》和《電晶體》相比，《黑帝斯》的開發工作因為需要為多條故事路線編寫對話的關係而較為困難。卡薩文與其他員工根據可能發生在玩家身上的潛在連鎖事件，草擬出近十小時的對話。其中幾個例子是玩家在遊玩時可能會遇到歐律迪刻，而在無法通關的情況下回到重生點時則會遇到其丈夫奧菲斯，若此前已經遇過歐律狄刻的話，奧菲斯會要求玩家在下次遇到她時向其傳達口信。一旦玩家觸發這些對話事件，就有機會加強主角與其他遊戲角色的夥伴關係，且主角的重生點有機會得到改善。
《黑帝斯》在2018年12月6日的遊戲大獎頒獎禮上首次公開，並證實將作為其中一個Epic Games Store的首批第三方遊戲上架。根據遊戲大獎的創始人與主持傑夫·吉斯利所言，卡薩文和Supergiant的共同創辦人阿米爾·拉奧在2018年2月D.I.C.E.大會上主動接觸他，向其介紹該作並打算在遊戲大獎頒獎禮當天發行搶先體驗版。《黑帝斯》本來由Epic Games Store獨佔，但後來在2019年12月10日於Steam上發售。隔年9月17日，《黑帝斯》结束了抢先体验阶段推出了完整版本的同时，Nintendo Switch版也正式發行。Supergiant當時已計劃在Windows和Switch版本間推出跨平台儲存功能，但他們不得不推遲到2020年12月，才通過Epic Games Store帳戶平台發佈包含該功能的更新。

## 反應
《黑帝斯》在發行後獲得廣泛讚譽，評論家們尤其讚揚其將流暢的遊戲進程、深層次的戰利品系統和迷人的故事結合在一起，並為玩家們提供了數十個小時的獨特遊戲玩法。在Metacritic上，NS版的遊戲根據48條評論獲得93/100，而PC版則同為93/100（55條評論），兩者皆屬「普遍好評」級別。在將近兩年的搶先體驗期間，《黑帝斯》總共售出約70萬份，而在發行後的三天內則售出了30多萬份，總銷量更是超過一百萬。
IGN的尼克·里蒙（Nick Limon）給予《黑帝斯》9/10分，他指該作以重新構築出的生動希臘神話冥界為舞台，出色將快節奏的動作元素與不間斷的故事相結合，是獨一無二的Rougelike遊戲，即使需要花費大量時間去了解諸神，但也是值得的。GameSpot的蘇瑞爾·巴斯克斯（Suriel Vazquez）同樣為《黑帝斯》打出9/10分，他表示該作有著有趣的人物、世界和個人情節，會使玩家有動力去繼續探索故事和遊戲，玩完之後其劇情會使人回味無窮，將故事和遊戲交織在一起的做法也使它成為一款出眾的Rougelike遊戲，但巴斯克斯亦指出遊戲存在使得故事進程有時很慢的高潮位分散，以及在戰鬥時Switch的小螢幕會讓字幕的可讀性降低的問題。Game Informer的馬特·米勒（Matt Miller）則為《黑帝斯》評出8.5/10分，他認為Supergiant製作了另一款精美的作品，這次為玩家們帶來了需要數十個小時才能充分體驗，而且充滿故事性的遊戲，更有著出色的配音和對話，優美且畫藝般的風格亦為動作增添了美感，遊戲的配樂雖然充滿活力，但同一曲子的出現次數過多，使它失去應有的吸引力。
多份刊物或網站將《黑帝斯》列為2020年最佳電子遊戲之一，包括Polygon、IGN、USGamer、Destructoid、《時代》、《華盛頓郵報》、《偏鋒雜誌》和《娛樂週刊》等。

### 獲得獎項與提名
| 年份 | 獎項             | 類別                                                                                    | 結果 | 來源   |
| ---- | ---------------- | --------------------------------------------------------------------------------------- | ---- | ------ |
| 2020 | 金搖桿獎         | 終極年度遊戲                                                                            | 提名 | [ 36 ] |
| 2020 | 金搖桿獎         | 最佳PC遊戲                                                                              | 提名 | [ 36 ] |
| 2020 | 金搖桿獎         | 最佳敘事                                                                                | 提名 | [ 36 ] |
| 2020 | 金搖桿獎         | 最佳視覺設計                                                                            | 提名 | [ 36 ] |
| 2020 | 金搖桿獎         | 最佳獨立遊戲                                                                            | 獲獎 | [ 36 ] |
| 2020 | 金搖桿獎         | 評論家選擇獎                                                                            | 獲獎 | [ 36 ] |
| 2020 | 遊戲大獎         | 年度遊戲                                                                                | 提名 | [ 37 ] |
| 2020 | 遊戲大獎         | 最佳遊戲指導                                                                            | 提名 | [ 37 ] |
| 2020 | 遊戲大獎         | 最佳遊戲敘事                                                                            | 提名 | [ 37 ] |
| 2020 | 遊戲大獎         | 最佳美術指導                                                                            | 提名 | [ 37 ] |
| 2020 | 遊戲大獎         | 最佳原聲/音樂                                                                           | 提名 | [ 37 ] |
| 2020 | 遊戲大獎         | 最佳演出                                                                                | 提名 | [ 37 ] |
| 2020 | 遊戲大獎         | 玩家之聲                                                                                | 提名 | [ 37 ] |
| 2020 | 遊戲大獎         | 最佳獨立遊戲                                                                            | 獲獎 | [ 37 ] |
| 2020 | 遊戲大獎         | 最佳動作遊戲                                                                            | 獲獎 | [ 37 ] |
| 2021 | 英国学院游戏奖   | 年度遊戲                                                                                | 獲獎 |        |
| 2021 | 英国学院游戏奖   | 最佳游戏设计                                                                            | 獲獎 |        |
| 2021 | 英国学院游戏奖   | 杰出美术成就                                                                            | 獲獎 |        |
| 2021 | 英国学院游戏奖   | 杰出音效成就                                                                            | 提名 |        |
| 2021 | 英国学院游戏奖   | EE票选年度游戏                                                                          | 提名 |        |
| 2021 | 英国学院游戏奖   | 最佳原聲/音樂                                                                           | 提名 |        |
| 2021 | 英国学院游戏奖   | 最佳敘事                                                                                | 獲獎 |        |
| 2021 | 英国学院游戏奖   | 最佳原创游戏                                                                            | 提名 |        |
| 2021 | 英国学院游戏奖   | 最佳声优 - 配角 (洛根·坎宁安 饰演 黑帝斯，阿喀琉斯，波塞冬，阿斯特里乌斯，卡戎和叙事员) | 獲獎 |        |
| 2021 | D.I.C.E.大奖     | 年度遊戲                                                                                | 獲獎 |        |
| 2021 | D.I.C.E.大奖     | 年度动作遊戲                                                                            | 獲獎 |        |
| 2021 | D.I.C.E.大奖     | 杰出游戏指导成就                                                                        | 獲獎 |        |
| 2021 | D.I.C.E.大奖     | 杰出游戏设计成就                                                                        | 獲獎 |        |
| 2021 | D.I.C.E.大奖     | 杰出游戏美术成就                                                                        | 提名 |        |
| 2021 | D.I.C.E.大奖     | 杰出叙事成就                                                                            | 提名 |        |
| 2021 | D.I.C.E.大奖     | 杰出角色表现成就 (达伦·科布 饰演 扎格柔斯)                                              | 提名 |        |
| 2021 | D.I.C.E.大奖     | 杰出独立游戏成就                                                                        | 獲獎 |        |
| 2021 | 游戏开发者选择奖 | 年度遊戲                                                                                | 獲獎 |        |
| 2021 | 游戏开发者选择奖 | 最佳音频                                                                                | 獲獎 |        |
| 2021 | 游戏开发者选择奖 | 最佳游戏设计                                                                            | 獲獎 |        |
| 2021 | 游戏开发者选择奖 | 创新奖                                                                                  | 提名 |        |
| 2021 | 游戏开发者选择奖 | 最佳叙事                                                                                | 提名 |        |
| 2021 | 游戏开发者选择奖 | 最佳视觉美术                                                                            | 提名 |        |

## 外部連結
- 官方网站